# Championnat de Tunisie masculin de handball 1984-1985
Navigation
Saison précédente Saison suivante
La saison 1984-1985 du championnat de Tunisie masculin de handball est la trentième édition de la compétition.
Elle se caractérise une lutte serrée aussi bien pour le titre où l'Espérance sportive de Tunis ne devance le Club africain que d'un seul point et, en bas du tableau, où quatre clubs terminent à la onzième place, ce qui conduit à l'organisation d'un mini-championnat entre eux. Ils n'arrivent cependant pas à se départager, ce qui amène à prendre en considération le goal-différence. L'Espérance sportive de Tunis, qui a enregistré le retour de l'entraîneur Hachemi Razgallah et a recruté Hichem Kasbi (Wided athlétique de Montfleury) ainsi que Lotfi Msolli et Chokri Ben Moussa (Sporting Club de Moknine), a tremblé mais n'a pas plié : elle remporte son quatorzième doublé championnat-coupe de Tunisie et son quinzième championnat consécutif. Le Club africain, qui a résisté jusqu'au bout, termine second alors que c'est le Club sportif de Hammam Lif qui est parvenu en finale de la coupe mais, malgré l'effort de Samir Abassi (quatorze buts), reste dominé par l'Espérance sportive de Tunis (20-28).
Pour la relégation, ce sont El Makarem de Mahdia et El Baath sportif de Béni Khiar qui subissent la dure sentence.

## Clubs participants
| - Espérance sportive de Tunis - Club africain - Club sportif de Hammam Lif - El Makarem de Mahdia - Sporting Club de Moknine - Association sportive d'Hammamet - Stade tunisien | - Étoile sportive du Sahel - Jeunesse sportive kairouanaise - El Baath sportif de Béni Khiar - Club sportif hilalien - Union sportive monastirienne - El Menzah Sport - Club sportif sfaxien |

## Compétition
Le barème de points servant à établir le classement se décompose ainsi :
- Victoire : 3 points
- Match nul : 2 points
- Défaite : 1 point
- Forfait et match perdu par pénalité : 0 point